# Fianarantsoa II
Fianarantsoa II är ett distrikt i Madagaskar.   Det ligger i regionen Haute Matsiatraregionen, i den centrala delen av landet, 280 km söder om huvudstaden Antananarivo.